# Ley de Engel

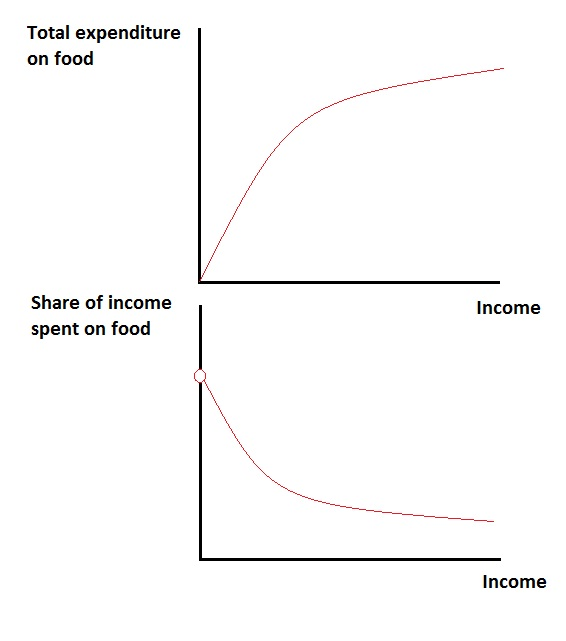
Representación gráfica de la ley de Engel, usando el caso del gasto en alimentos.

La ley de Engel es observación empírica, realizada por primera vez por el estadístico alemán Ernst Engel (1821-1896), que observó que, con un conjunto dado de gustos y preferencias, si aumentan los ingresos, la proporción del ingreso gastado en alimentos disminuye, aun cuando es probable que el gasto real en alimentación aumente en términos absolutos
. En otras palabras, la elasticidad ingreso de la demanda de alimentos es menor que 1.
La ley de Engel no implica que el gasto de alimentos se mantenga sin cambios a medida que aumenta la renta, sino que sugiere que los consumidores aumentan sus gastos de alimentos, en proporción, menos de lo que aumentan sus ingresos.
Una consecuencia de esta ley es la pérdida de importancia de la agricultura a medida que un país se enriquece, cuando la demanda de los productos alimenticios no crece al mismo ritmo que la renta nacional. Una aplicación estadística muy controvertida del porcentaje de gasto dedicado a alimentos es tratarlo como un reflejo del nivel de vida de un país. Si la proporción del "Coeficiente de Engel" es alto, significa que un país es pobre. Por el contrario, si este coeficiente es bajo, denota que nos encontramos ante un país rico.
Al respecto J. M. Mulet expresa que "quizás ello [en relación a una inversión de un porcentaje bajo de los ingresos en alimentación] explique que no apreciemos lo que supone comer todos los días, porque en general, en los países ricos es algo barato".